# Saint-Serge d'Ushi
Saint-Serge d'Ushi (en arménien Ուշի Սուրբ Սարգիս) ou Ushi Vank (Ուշի Վանք) est un monastère arménien situé dans le marz d'Aragatsotn, dans la communauté rurale d'Ushi, non loin du canyon de la Kasakh.
Remontant selon la tradition au Ve siècle, ce monastère fortifié se compose de l'église Sourp Astvatsatsin (« Sainte-Mère-de-Dieu »), de la chapelle Sourp Sargis (« Saint-Serge »), d'un gavit et de divers bâtiments ; seule la chapelle n'est pas en ruines. Saint-Serge fait l'objet de restaurations depuis 2003.

## Situation géographique
Pour des articles plus généraux, voir Aragatsotn et Ayrarat.
Saint-Serge est situé non loin du canyon de la Kasakh, à 1 410 m d'altitude, au sud-est du mont Aragats. Compris dans la communauté rurale d'Ushi, il se trouve à 500 m à l'ouest de la localité proprement dite et à 5 km au nord d'Achtarak, dans le marz d'Aragatsotn.
Historiquement, Saint-Serge est situé dans le canton d'Aragatsotn de la province d'Ayrarat, une des quinze provinces de l'Arménie historique selon le géographe arménien du VIIe siècle Anania de Shirak.

## Histoire
Le monastère remonterait au Ve siècle, lorsque Mesrop Machtots ramène en ce lieu la dépouille de saint Serge de Cappadoce. Les principaux bâtiments sont cependant postérieurs (Xe – XIIIe siècles). Les fortifications datent quant à elles de 1654.
Le monastère est dévasté par deux séismes en 1679 et en 1827, qui ne laissent subsister que la chapelle Sourp Sargis.
Fouillé sous les auspices de l'Académie nationale des sciences, Saint-Serge fait l'objet de restaurations depuis la fin de l'année 2003.

## Bâtiments
Pour un article plus général, voir Architecture arménienne.
Saint-Serge se compose de l'église Sourp Astvatsatsin, de la chapelle Sourp Sargis, d'un gavit, d'un vestibule, d'un clocher, d'un réfectoire et de divers bâtiments utilitaires. Sa superficie de 45 m sur 54 est comprise dans un rempart quadrilatère doté de trois tours au sud et de deux tours au nord.
Édifiée sur la tombe du saint dont elle porte le nom, Sourp Sargis (« Sant-Serge ») est une mononef voûtée à toit en bâtière ; elle fait 5,8 m sur 8. Accolée à sa façade méridionale, Sourp Astvatsatsin (« Sainte-Mère-de-Dieu ») est une croix inscrite à coupole. Elle est prolongée au sud par un gavit dont la couverture était supportée par deux paires d'arcs se croisant à angle droit et appuyées sur les parois.

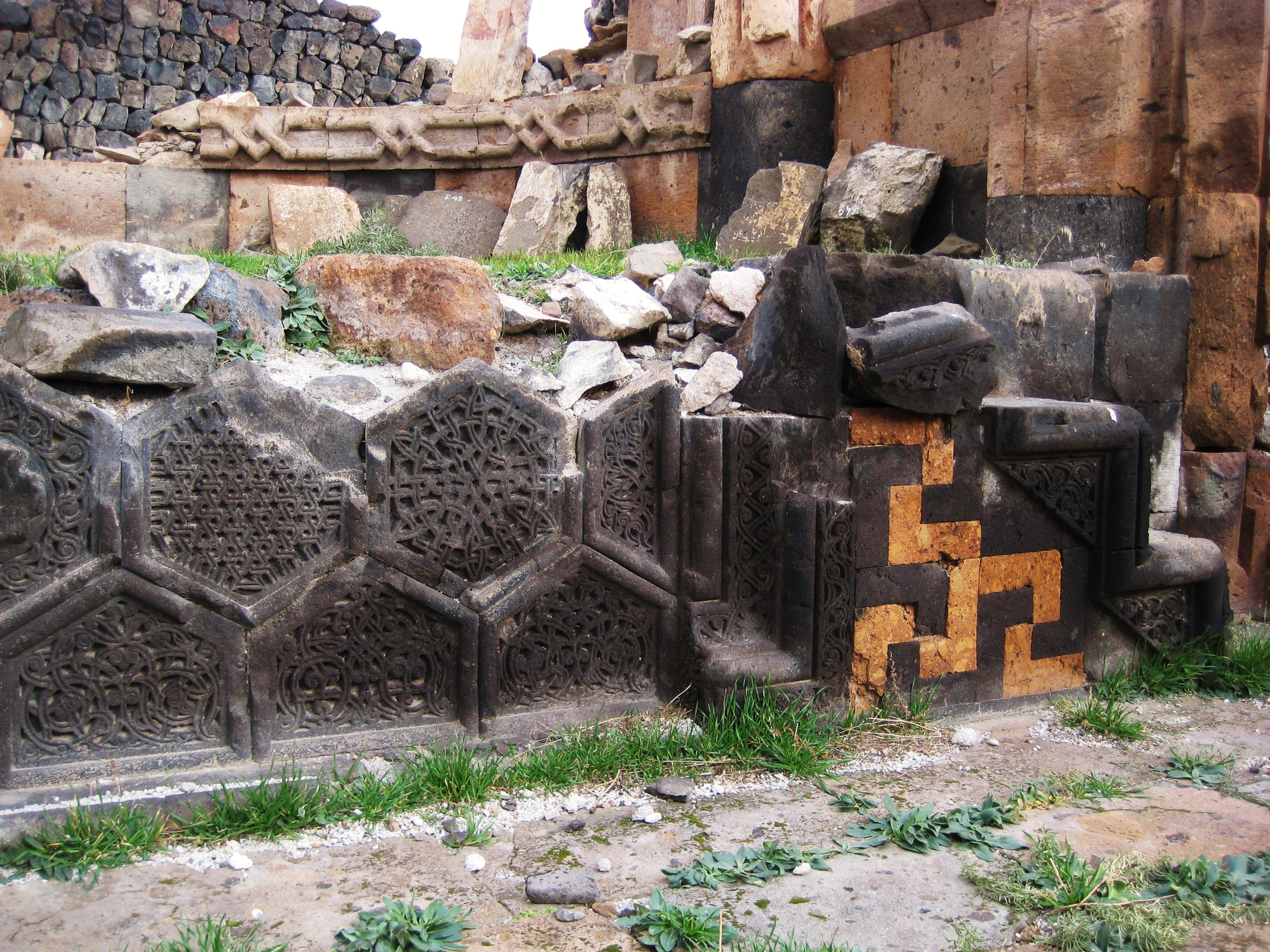
Vestiges du bem de Sourp Astvatsatsin.
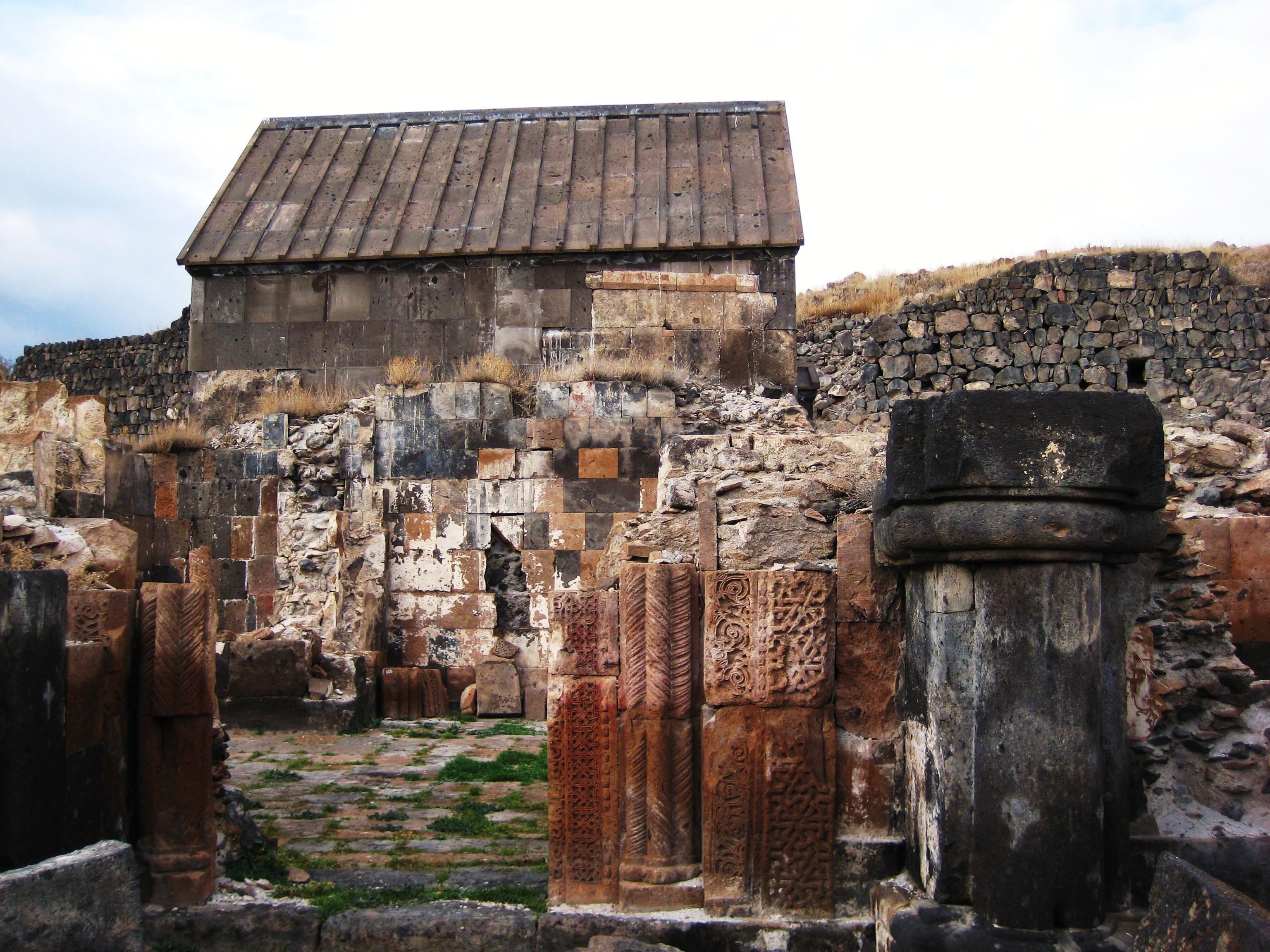
Vestiges du portail méridional de Sourp Astvatsatsin.
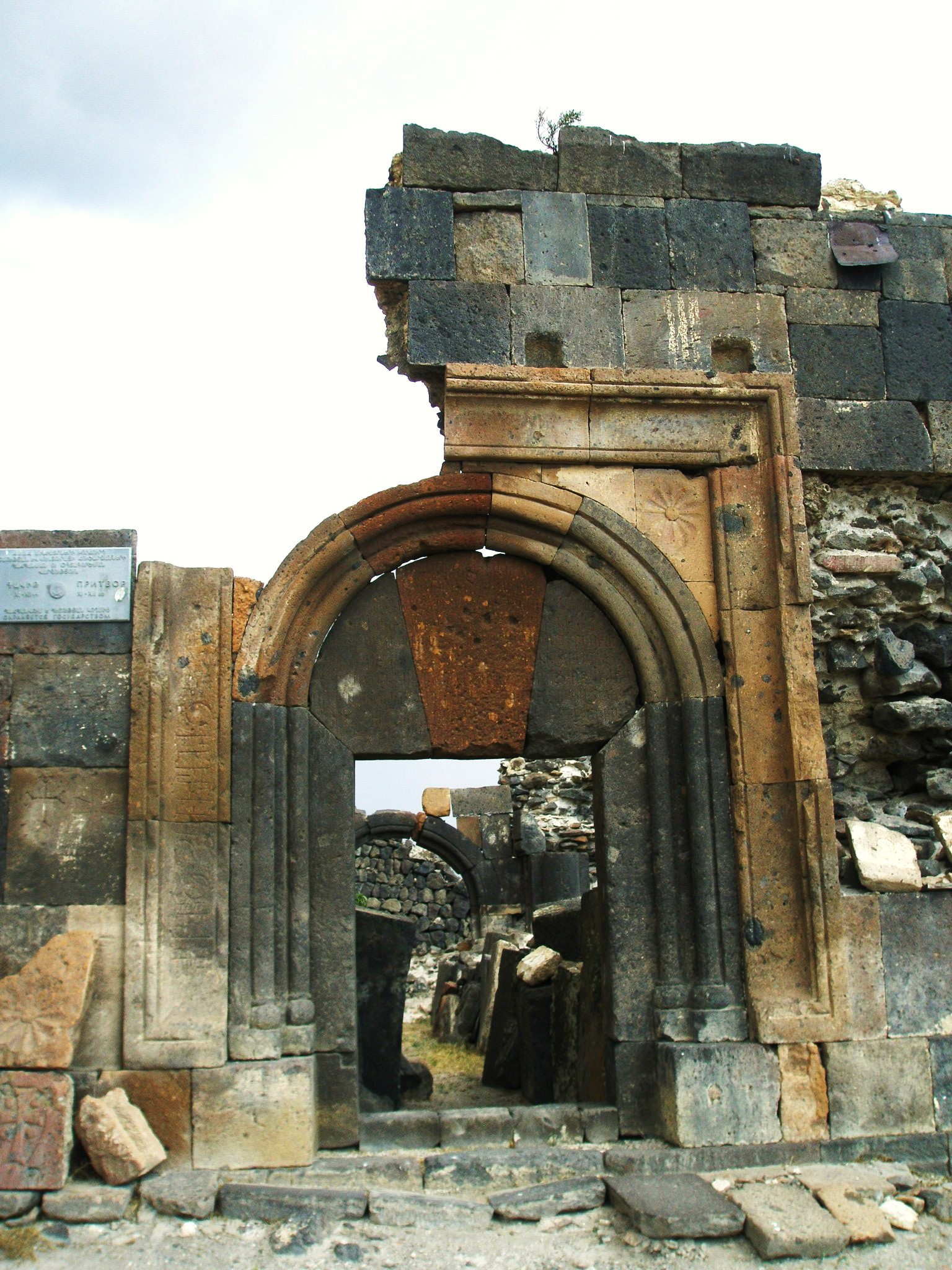
Portail occidental du gavit.